# أولاد عروس (الغربية)
أولاد عروس هي إحدى مشيخات المملكة المغربية، تتبع جغرافيا لإقليم سيدي بنور وإداريًا لالغربية. يقدر عدد سكانها بـ 8410 نسمة حسب الإحصاء الرسمي للسكان والسكنى لسنة 2004.